# Shirakawa, Fukushima
Shirakawa (白河市 Shirakawa-shi) là một thành phố thuộc tỉnh Fukushima, Nhật Bản.

## Lịch sử
Khu vực ngày nay là Shirakawa từng là một phần của tỉnh Mutsu cổ xưa và là vị trí của một cửa ngăn chặn trên Oshu kaido nối thủ đô ở Kyoto với các tỉnh phía bắc.
Trong thời kỳ Edo khu vực này đã thịnh vượng như một thị trấn lâu đài Shirakawa Domain, và là nơi diễn ra một trận chiến lớn trong cuộc chiến Aizu trong quá trình phục hồi Meiji. Vào thời Minh Trị, nó được tổ chức như là một phần của vùng Nakadōri thuộc tỉnh Iwaki.
Thị trấn Shirakawa được thành lập vào ngày 1 tháng 4 năm 1889 với việc tạo ra hệ thống đô thị. Vào ngày 1 tháng 4 năm 1949, Shirakawa đã được nâng lên thành phố sau khi sáp nhập với làng lân cận Ōnuma. Sự sáp nhập xảy ra vào năm 1954 và 1955 với sự bao gồm của các làng Shirasaka, Odagawa, Goka và một phần của Omotegō vào lãnh thổ của Shirakawa. Vào ngày 7 tháng 11 năm 2005, các làng của Taishin, Higashi, và phần còn lại của Omotegō (tất cả từ quận Nishishirakawa) được sáp nhập vào Shirakawa, tăng dân số từ 48.297 lên khoảng 66.000 người và diện tích từ 117,67 km2 lên 305.30 km2.